# Hysteropatella clavispora
Hysteropatella clavispora är en svampart som först beskrevs av Peck, och fick sitt nu gällande namn av Seaver. Hysteropatella clavispora ingår i släktet Hysteropatella och familjen Hysteriaceae.   Inga underarter finns listade i Catalogue of Life.